# Горчица белая
Горчи́ца бе́лая, или Английская белая горчица (лат. Sinápis álba) — вид однолетних травянистых растений рода Горчица (Sinapis) семейства Капустные (Brassicaceae). Лекарственное, кормовое и медоносное растение.
Видовой эпитет «белая» происходит от цвета семян.

## Ботаническое описание
Однолетнее растение высотой 25—100 см.
Стебли жёстковолосистые, иногда почти голые, прямостоячие, вверху разветвлённые.
Нижние листья лировидно-перистонадрезанные, верхняя лопасть широкоовальная, состоящая из трёх долей, боковых лопастей — 2—3 пары; верхние листья на более коротких черешках, с меньшим числом лопастей и с более острыми их очертаниями; реже нижние листья рассечены на узкие доли; все жёстковолосистые, реже почти голые.
Цветки бледно-жёлтые или белые, собраны в многоцветковое (25—100 цветков) кистевидное соцветие; ноготок в 1½ раза короче отгиба. Цветоножки при плоде горизонтально отклонённые, реже восходящие, 0,8—1,3 см длиной. Растение насекомоопыляемое.
Плод — стручок, заполненный мелкими, круглыми семенами светло-жёлтого цвета. Стручки прямые или изогнутые, грубые, бугорчатые, обычно покрыты жёсткими оттопыренными волосками, 2—4 см длиной, с плоским мечевидным носиком, равным по длине створкам или длиннее их, реже несколько короче; иногда стручки с очень короткими створками и 1—2-семянные.
Зацветает через 40 дней после посева и цветет на протяжении 20—30 дней.
Цветёт в июне — июле. Плоды созревают в августе.

## Распространение и экология
Родина горчицы белой — Средиземноморье, откуда она распространилась почти по всей Европе, Америке, попала в Индию, Японию. В настоящее время в диком виде встречается в Южной Европе (Греция, включая Крит, Италия, включая Сицилию и Сардинию, Франция, включая Корсику, Португалия, Испания), в Западной Азии (Кипр, Иран, Ирак, Израиль, Иордания, Ливан, Сирия, Турция), на севере Пакистана, в Северной Африке (Алжир, Египет, Ливия, Марокко, Тунис). На Украине встречается рассеянно, чаще в районах Полесья и лесостепи.
Как сорное растение распространено по всей территории России, кроме северных районов.
Горчица белая — растение длинного дня, холодостойкое, с коротким вегетационным периодом, высоким коэффициентом размножения. Эти свойства обеспечивают высокую адаптационную способность растений к условиям северо-запада Нечернозёмной зоны России. Продолжительность 80—98 суток, что на 7—21 суток меньше, чем в средней полосе России. В засушливые годы длина вегетационного периода сокращается, а во влажные и прохладные удлиняется. Растение не требовательно к теплу: семена начинают прорастать при температуре 1—2 °С, всходы переносят заморозки до —6 °С. Растение влаголюбиво, произрастает на разных типах почвы, за исключением тяжелых, заплывающих и с повышенной кислотностью. Относительно малотребовательно к почвам. Хорошо отзывается на летние осадки и внесение органических, минеральных удобрений.
На плодородных почвах или при внесении навоза и минеральных удобрений даёт довольно высокий урожай зелёной массы от 150—250 ц/га.
Всходы и молодые растения повреждаются крестоцветной блошкой, а бутоны разными жуками-семяедами.

## Растительное сырьё

### Химический состав
Семена содержат 16,5—38,5 % жирного масла и приблизительно 0,2—1 % эфирного (горчичного) масла, синальбин (около 2,5 %), белки, минеральные вещества (до 10 %), фермент мирозиназа. В состав масла входят гликозид синальбин, слизь, кислоты (эруковая, олеиновая, линолевая, пальмитиновая, арахиновая, линоленовая). Масло представляет собой жидкость тёмно-жёлтого цвета с приятным запахом и характерным своеобразным горьковатым вкусом.
| Что анализировалось | Воды (в %) | От абсолютного сухого вещества в % | От абсолютного сухого вещества в % | От абсолютного сухого вещества в % | От абсолютного сухого вещества в % | От абсолютного сухого вещества в % | Источник и район                         |
| Что анализировалось | Воды (в %) | золы                               | протеина                           | жира                               | клетчатки                          | БЭВ                                | Источник и район                         |
| ------------------- | ---------- | ---------------------------------- | ---------------------------------- | ---------------------------------- | ---------------------------------- | ---------------------------------- | ---------------------------------------- |
| Трава               | 84,0       | 10,6                               | 13,1                               | 3,7                                | 31,8                               | 40,8                               | Попов и др. 1944, среднее по 10 анализам |
| Семена              | —          | 4,7                                | 29,7                               | 31,9                               | 11,2                               | 22,5                               | Знаменский, 1932                         |

### Фармакологическое действие
Семена горчицы издавна используются в медицине. Из них изготавливается горчичный порошок, из которого готовится горчичное тесто, используемое в качестве горчичного пластыря для уменьшения болей при ревматизме. Семена горчицы белой используются и при различных болезнях — склерозе сосудов, гипертонии, заболеваниях печени и жёлчного пузыря, расстройствах пищеварения, метеоризме, ревматизме, ишиасе и кожных экземах.
Растение ядовито.

## Значение и применение

### В кулинарии
Горчица белая имеет в основном значение масличной культуры, масло весьма стойко и при хранении долго не прогоркает, его используют в пищевой, технической и химико-фармацевтической отраслях промышленности. Масло особенно ценится в хлебопечении и консервном производстве. Обезжиренный порошок добавляется к порошку столовой горчицы как фиксатор запаха. Значительное количество семян используется в пищевой промышленности для производства различных видов смесей, специй и пряностей для консервирования овощей и грибов. Но самое большое количество их используется для приготовления столовой горчицы.
Семена горчицы белой обладают более нежным и пикантным вкусом в сравнении с горчицей чёрной и сарептской. Горчичное семя используется в целом или в молотом виде для консервировании овощей, грибов, рыбы, для приготовлении блюд из овощей (белокочанной и краснокочанной капусты), мясных супов, фаршей и т. п. Горчичный порошок употребляется для приготовлении говяжьего и свиного мяса, различной дичи, холодных и горячих подливок. Горчица — хороший эмульгатор, так как служит защитным покрытием при тепловой обработке мяса домашней птицы, телятины и рыбы. При этом горчица не только предотвращает вытекание мясного сока, но и ароматизирует его.
Семена горчицы белой практически лишены запаха и обладают более пикантным вкусом. Однако, приготовленная из них столовая горчица по своему качеству ниже, чем из чёрной и сизой горчицы и нуждается в дополнительной ароматизации другими пряностями.

### В медицине
Употребление горчицы в пищу способствует нормализации пищеварения. Ещё во времена Гиппократа и Галена горчицу ценили как хорошее отхаркивающее и противокашлевое средство, а также как пряно-вкусовое растение, улучшающее переваривание пищи и аппетит.
Семена горчицы издавна пользовались большой популярностью в народной медицине различных народов. Их применяли как отвлекающее при зубной боли, противолихорадочное средство, при пневмонии, воспалении гланд, бронхитах и невралгии, ипохондрии, желтухе, атонии кишечника, запорах, метеоризме, хроническом ревматизме, подагре, геморрое, для обострения зрения и слуха.
В современной медицине горчица белая практически не применяется.

### Прочее
На пастбище и в виде зелёной подкормки до цветения хорошо поедается свиньями и немного хуже крупно рогатым скотом. Период хорошего поедания не превышает 15—18 дней. Вероятно, можно улучшить поедаемость при посеве вместе с горохом, викой, чиной. Скошенная в начале цветения улучшает качество молока и масла, которое приобретает приятный жёлтый цвет.
Жмых содержит много белка и жира. Однако, скармливать его следует только после соответствующей запарки в ограниченном количестве, лучше в смеси с другими кормами. Жмых выделяет аллиловое горчичное масло, которое воспаляет слизистую оболочку пищевода животного. Зелёная масса содержит много протеина, витаминов и минеральных веществ.
Культивируется ради содержащегося в семенах масла, в основном на севере Западной Европы, в России главным образом в средней полосе страны.
На севере Индии горчица белая выращивается как садовая культура, а молодые листья употребляются как овощи в зимний период.

## Значение горчицы белой в пчеловодстве
Горчица белая является важнейшим медоносным растением, даёт нектар и пыльцу. Мёд бледно-жёлтого цвета, а засахаренный — кремового, имеет пикантный вкус и приятный аромат, но для зимовки пчёл непригоден, так как он быстро кристаллизуется. Сахара в нектаре до 18 %. Общая мёдопродуктивность до 40 кг с гектара посевов. По другим данным мёдопродуктивность с одного гектара в жаркое лето составляет 80—110 кг. Чем выше влажность воздуха, тем больше нектара выделяют цветы. Рекомендуется для культивирования в условиях Среднего Предуралья.
Продуктивность мёда значительно колеблется от экологических условий, технологии возделывания, особенности и других факторов. В Московской области при посеве 29 апреля растения белой горчицы выделяли 152 кг/га сахара с нектаром, 14 мая — 50 и 29 мая —60 кг/га. В Рязанской области соответственно 20 апреля — 134, 17 июня — 71/га. Продуктивность мёда в Приамурье составляла 30—35 кг/га, в Ульяновской области 40 кг/га. Таким образом, по мёдопродуктивности растение характеризуется двумя контрастными полюсами: от 20—35 до 152—341 кг/га.
Продуктивная дальность полёта пчёл на горчице белой 800—1000 метров. Для оптимального опыления требуется 2—4 пчелиных семей на 1 гектар. Использование медоносных пчёл на опылении горчицы белой дает возможность увеличивать медосбор и повышать урожайность семян.
В 2000—2002 годах сотрудниками Орловского государственного университета было изучено 42 сортообразца горчицы белой. Процессе эксперимента было установлено, что изменчивость пыльцевой продуктивности зависит от особенностей сорта, периода цветения и года изучения. Максимальное количество пыльцы в цветах горчицы образуется в период массового цветения и составляет в среднем за годы изучения 0,318 мг. Высокой пыльцевой продуктивностью цветка (0,301 ÷ 0,330 мг) характеризуется образцы сортов горчицы белой: к-4198 (Швеция), к-4131 (Удмуртия), к-4210 (Германия), к-4190 (Чехия). Пыльцевая продуктивность горчицы белой в условиях Орловской области значительно изменяется по годам от 102,6 кг/га (к-4164) в 2000 году до 532,6 кг/га (к-4186) в 2001 году и составляет в среднем 260,8 ÷ 396,0 кг/га.

### Таксономия[17]
Sinapis alba L., 1753, Sp. Pl. : 668
Вид Горчица белая относится к роду Горчица (Sinapis) семейства Капустные (Brassicaceae) порядка Капустоцветные (Brassicales). Кладограмма в соответствии с Системой APG IV по состоянию на июнь 2023 года:
|  |                                      |  |                                   |                                   |                     |  | ещё 16 семейств | ещё 16 семейств |               |  |  |  | еще 3 подтвержденных вида и 19 видов, ожидающих подтверждения |
|  |                                      |  |                                   |                                   |                     |  | ещё 16 семейств | ещё 16 семейств |               |  |  |  | еще 3 подтвержденных вида и 19 видов, ожидающих подтверждения |
|  |                                      |  |                                   | порядок Капустоцветные            |                     |  |                 |                 | род Горчица   |  |  |  |                                                               |
|  |                                      |  |                                   | порядок Капустоцветные            |                     |  |                 |                 | род Горчица   |  |  |  |                                                               |
|  | отдел Цветковые, или Покрытосеменные |  |                                   |                                   | семейство Капустные |  |                 |                 | Горчица белая |  |  |  |                                                               |
|  | отдел Цветковые, или Покрытосеменные |  |                                   |                                   | семейство Капустные |  |                 |                 |               |  |  |  |                                                               |
|  |                                      |  | ещё 63 порядка цветковых растений | ещё 63 порядка цветковых растений |                     |  |                 | ещё 354 рода    | ещё 354 рода  |  |  |  |                                                               |
|  |                                      |  |                                   | ещё 63 порядка цветковых растений |                     |  |                 |                 | ещё 354 рода  |  |  |  |                                                               |

### Внутривидовые таксоны
В качестве самостоятельных в рамках вида выделяются два подвида:
- Sinapis alba subsp. dissecta — Марокко, Крым, Крит, Италия, включая Сицилию, Корсика, восток Испании
- Sinapis alba subsp. mairei — Северная Африка, Кипр, Израиль, Ливан, Сирия, Греция, Италия, Франция, восток Португалии, Испания

### Синонимы
- Bonannia officinalis  C.Presl
- Brassica alba  (L.) Rabenh.
- Brassica foliosa  Willd.
- Brassica hirta  Moench
- Crucifera lampsana  E.H.L.Krause
- Eruca alba  Noulet
- Leucosinapis alba  Spach
- Napus leucosinapsis  K.F.Schimp. & Spenn.
- Raphanus albus  Crantz
- Rhamphospermum album  Andrz. ex Rchb.
- Rorippa coloradensis  Stuckey
- Sinapis alba subsp. alba  –
- Sinapis alba var. alba  –
- Sinapis alba var. melanosperma  Alef.
- Sinapis foliosa  Willd.